# Juan Francisco Bulnes
Juan Francisco Bulnes è un comune dell'Honduras facente parte del dipartimento di Gracias a Dios.